# (15421) Adammalin
(15421) Adammalin est un astéroïde de la ceinture principale.

## Description
(15421) Adammalin est un astéroïde de la ceinture principale. Il fut découvert le 21 avril 1998 à Socorro par LINEAR. Il présente une orbite caractérisée par un demi-grand axe de 2,89 UA, une excentricité de 0,07 et une inclinaison de 2,8° par rapport à l'écliptique.

## Compléments